# Az Athenaeum Kézikönyvtára
Az Athenaeum Kézikönyvtára egy magyar nyelvű tudományos-ismeretterjesztő jellegű könyvsorozat volt a 19. század végén. 

## Részei
A sorozat kötetei a következők voltak:
- I. kötet. Kardos Albert. A magyar szépirodalom története a legrégibb időktől Kisfaludy Károlyig. (203 l.)
- II. kötet. Wilkins A. S. római régiségek. Angolból forditotta Keleti Vince dr. Nyolc ábrával. 3. kiadás. (103 l.)
- III. kötet. Creighton M. A római nép története. Angolból. Tiz történeti térképpel. 2. kiadás. (118 l.)
- IV. kötet. Fyffe C. A. A görög nép története. Angolból. Öt történeti térképpel. 2. kiadás. (117 l.)
- V. kötet. Ménard René. Az ókori művészet története. Franciából. 2. kiadás. (164 l.)
- VI. kötet. Jebb R. C. A görög irodalom története. Angolból forditotta Fináczy Ernő. 2. kiadás. (172 l.)
- VII. kötet. Mahaffy I. P. Ó-görög élet. (Görög régiségek.) Hét képpel. 2. kiadás. (84 l.)
- VIII. kötet. Sime James. Német irodalom története. Angolból forditotta Angyal Dávid. 2. kiadás. (88 l.)
- IX. kötet. Sime James. A német nép története. Angolból forditotta Angyal Dávid. 2. kiadás. (137 l.)
- X. kötet. Symonds John Addington és Bartoli Adolfo. Az olasz nép és irodalom története. Angolból. 2. kiadás. (156 lap.)
- XI. kötet. Wellhausen I. Izrael népének története. Jeruzsálem második pusztulásáig. Forditotta Kardos Albert. 2. kiadás. (164 l.)
- XII. kötet. Sebestyén Gyula. Az őskor története. 2. kiadás. (109 l.)
- XIII. kötet. Tozer H. F. Ó-kori földrajz. Angolból. Forditotta Laukó Albert. 2. kiadás. (118 l.)
- XIV. kötet. Higginson W. Tamás. Az észak-amerikai Egyesült Államok története. Két részben. Angolból 1. rész. Az ősidőktől az amerikai szabadságharcig. Egy történeti térképpel. II. rész. A szabadságharctól 1875-ig. 2. kiadás. (107, 133 lap.)
- XV. kötet. Wilkins A. S. A római irodalom története. Angolból. (100 l.) 1895.
- XVI. kötet. Saintsbury György. A francia irodalom története. Angolból forditotta Hegedüs Pál. (112 l.)
- XVII. kötet. Pilo Mario. Esztetika. Olaszból forditotta Yartin József. (195 l.)
- XVIII. kötet. Balassa József. A magyar nyelv. A művelt közönség számára. (172 l.)
- XIX. kötet. Molnár Géza: Bevezető a zenetudományba (207 l.)

## Képtár
- James Sime: A német irodalom története
- Wilkins A. S.: A római irodalom története
- Balassa József: A magyar nyelv